# Nitra (vùng)

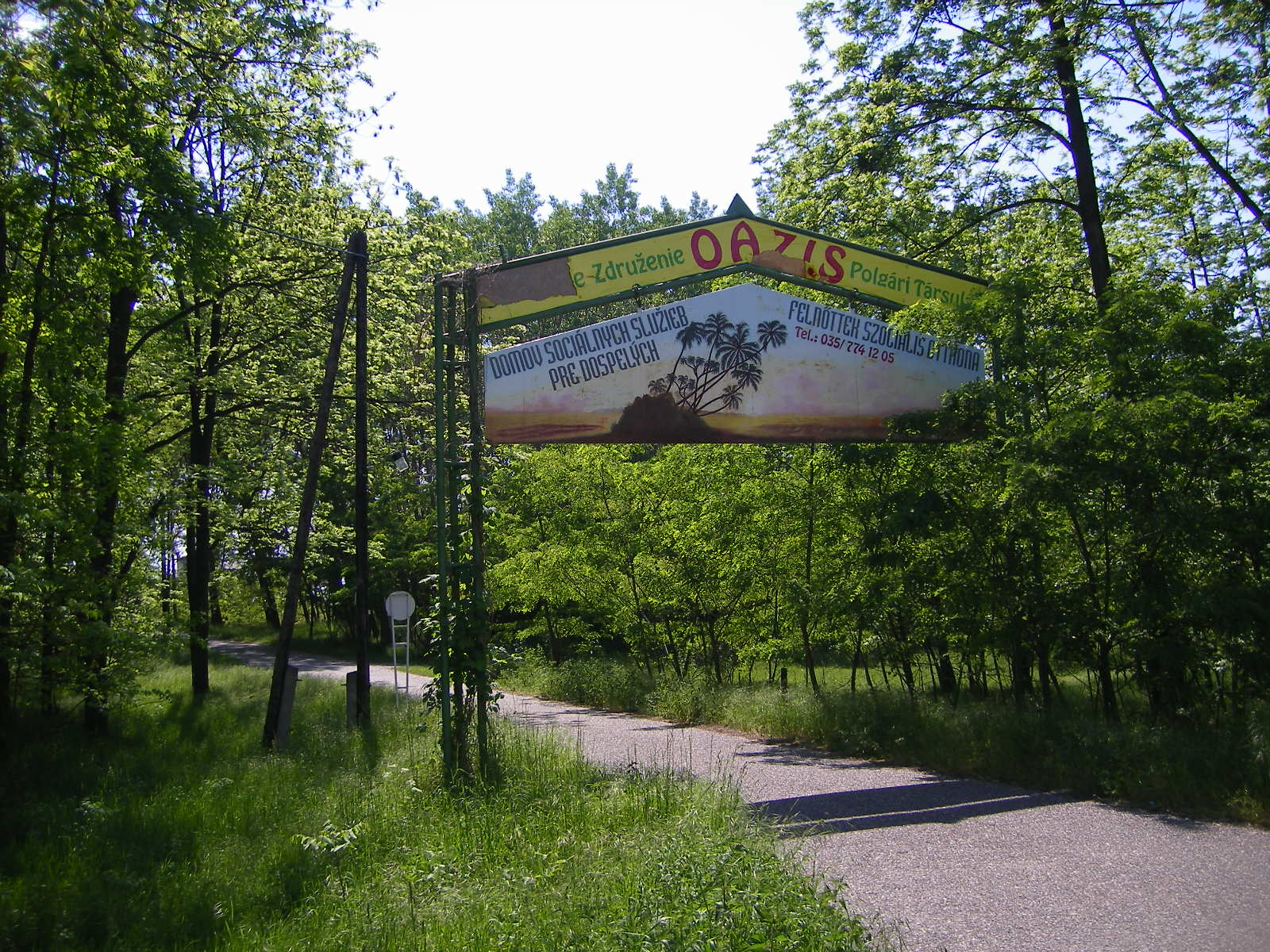
Đường vào một viện dưỡng lão ở Balvany

Nitra (tiếng Slovak: Nitriansky kraj, phát âm [ˈɲitrɪ̯anski ˈkraj]; tiếng Hungary: Nyitrai kerület) là một vùng hành chính của Slovakia. Nó được thành lập lần đầu tiên vào năm 1923 và ranh giới hiện tại được thiết lập từ năm 1996. Vùng Nitra bao gồm 7 huyện, 354 đô thị, 15 trong số đó là thị trấn. Nền kinh tế của vùng tập trung nhiều vào nông nghiệp nhiều hơn các vùng khác của Slovakia. Nitra là thủ phủ, trung tâm văn hóa và kinh tế, đồng thời cũng là thành phố lớn nhất của cả vùng.

## Địa lý
Khu vực này có lịch sử lâu đời nằm ở phía tây nam của Slovakia, chủ yếu ở phần phía đông của vùng đất thấp Danubian. Nó được chia thành hai tiểu đơn vị: vùng đồng bằng bằng phẳng Danube ở phía tây nam với một phần phía đông của đảo Žitný, và vùng các đồi Danubian ở phía bắc, trung tâm và phía đông. Dãy núi chính ở khu vực là Považský Inovec ở phía tây bắc là nơi có đỉnh Veľký Inovec cao nhất vùng, nằm ở Tribeč phía bắc của Nitra, Pohronský Inovec ở phía đông bắc và Dãy núi Štiavnica ở phía đông.
Các sông chính vùng là sông Danube ở phía nam, Váh ở phía tây nam, Nitra trong phần phía tây trung tâm, Hron ở phía đông và Ipeľ ở phía đông nam. Về vị trí địa lý, nó giáp với vùng Trenčín về phía bắc, Banská Bystrica về phía đông, hạt Pest của Hungary về phía đông nam, Komárom-Esztergom về phía nam, Győr-Moson-Sopron ở phía tây nam và vùng Trnava ở phía tây.

## Nhân khẩu học
| Năm            | 1994    | 2004    | 2014    | 2024    |
| -------------- | ------- | ------- | ------- | ------- |
| Số lượng người | 718.358 | 709.350 | 684.922 | 665.600 |
| Sự khác biệt   |         | −1,25%  | −3,44%  | −2,82%  |

| Năm            | 2023    | 2024    |
| -------------- | ------- | ------- |
| Số lượng người | 668.301 | 665.600 |
| Sự khác biệt   |         | −0,40%  |

Mật độ dân số trong khu vực là 113 người/km², trên mức bình quân của cả nước một chút (110 người/km²). Các đô thị lớn nhất của vùng là Nitra, Komárno, Nové Zámky và Levice. Theo điều tra dân số năm 2001, dân số của cả vùng là 713.422 người, với đa số người Slovak (68,3%), người Hungary (27,6%) ở các huyện phía nam, số ít còn lại là người Séc và Di-gan (dưới 1%).

## Kinh tế
Thành phố Nitra cũng là trung tâm của toàn vùng. Là nơi có khí hậu ấm áp nhất tại Slovakia nên tại đây có sản lượng lớn lúa mì, lúa mạch đen và rau. Các ngành công nghiệp chính của vùng bao gồm thực phẩm (với các nhà máy bia ở Topoľčany, Nitra và Hurbanovo), chế tạo máy móc (tủ lạnh tại Zlaté Moravce, đóng tàu ở Komárno) và năng lượng (Nhà máy điện hạt nhân Mochovce)

## Phân cấp hành chính
Vùng có 7 huyện, bao gồm 350 đô thị, trong đó có 15 thị trấn.
- Komárno
- Levice
- Nitra
- Nové Zámky
- Topoľčany
- Šaľa
- Zlaté Moravce